# کراگویواتس
کراگویِواتس (کراگویه‌واتس) (به صربی: Крагујевац / Kragujevac) یکی از شهرهای صربستان، و مرکز اداری ناحیه شومادیا است.
کراگویِواتس چهارمین شهر بزرگ کشور پس از بلگراد، نووی ساد و نیش است.
این شهر بر کناره رود لپنیتسا جای گرفته است.
کراگویِواتس بیشتر به خاطر کارخانه سلاح‌سازی و خودروسازی زاستاوا (تولیدکننده خودروهای یوگو، فلوریدا، زاستاوا ۱۰ و اسکالا) معروف است. این شهر در سال ۱۴۷۶ میلادی بنیان نهاده شده‌است.

## نام

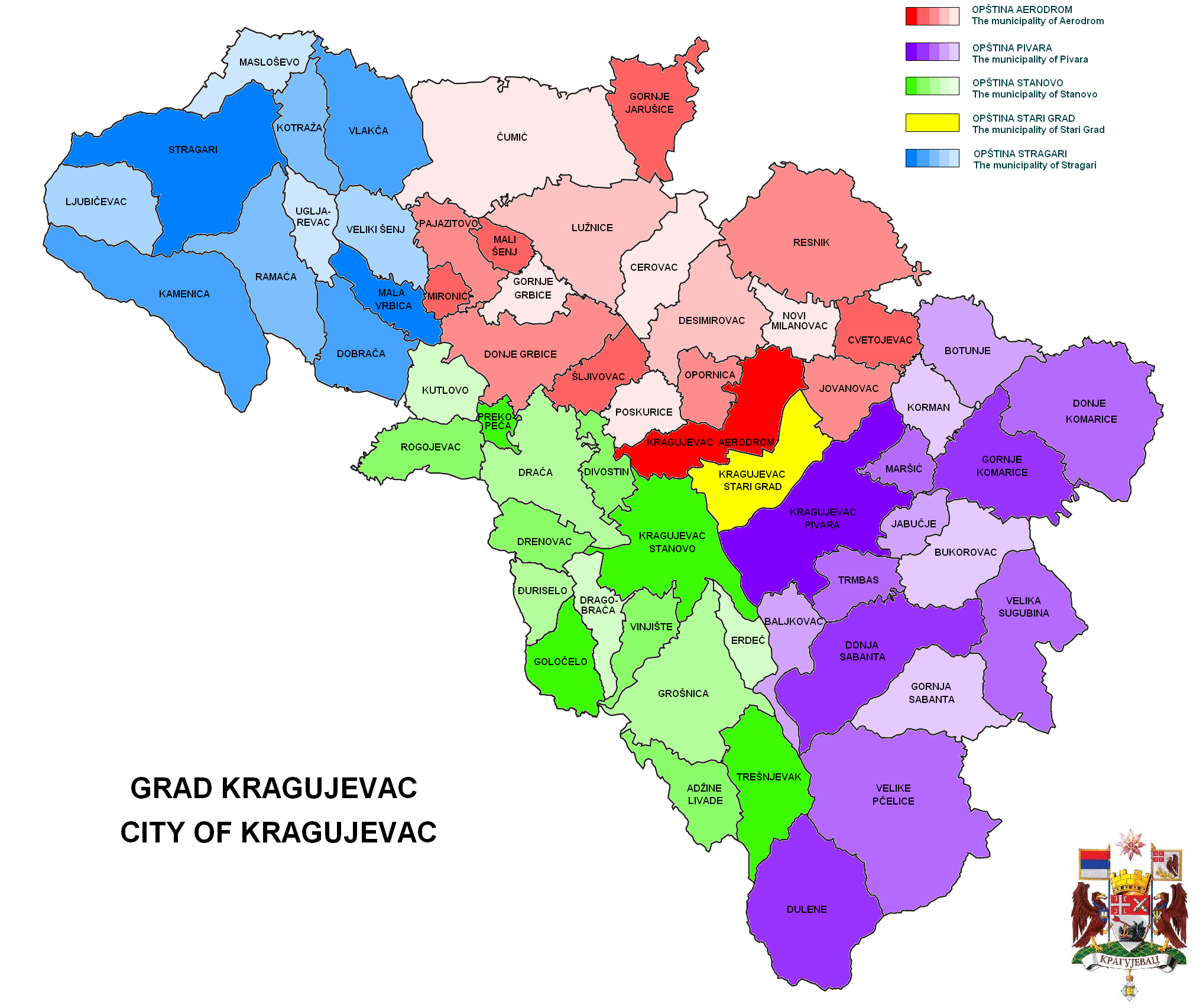

نام شهر از واژه صربی «kraguj» (کراگوی) ریشه گرفته که برای یک گونه پرنده (قوش شکاری) به‌کار می‌رود. بنابراین این نام به معنی «جای قوش‌ها/قوشستان» است.

## شهرک‌ها
شهر کراگویِواتس به شهرک‌های زیر بخش شده‌است:
- آئرودروم
- پیوارا
- استانوو
- استاری گراد
- استراگاری

## نگارخانه

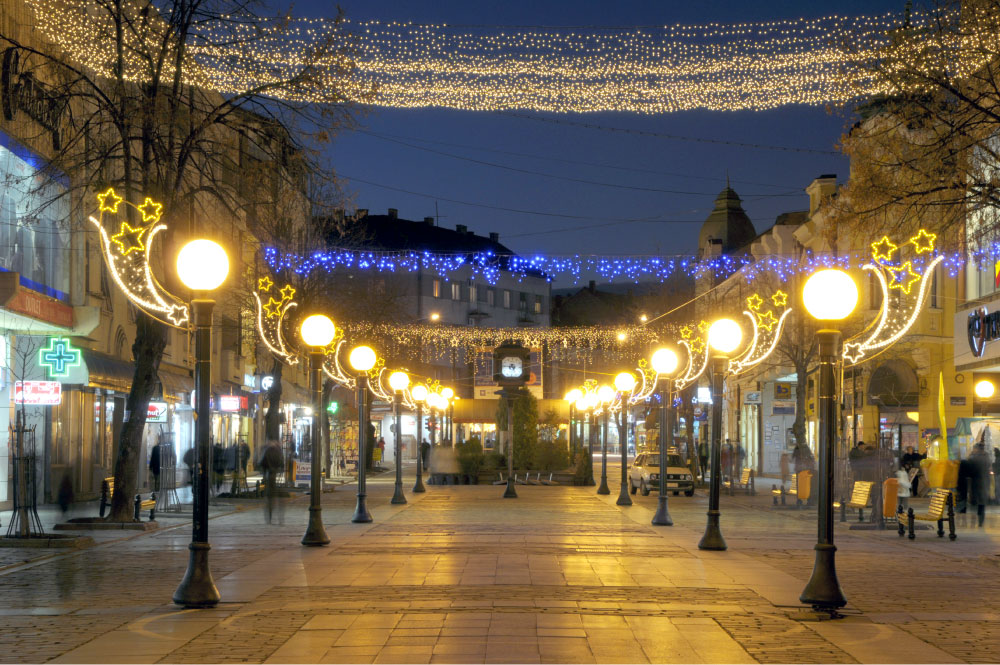
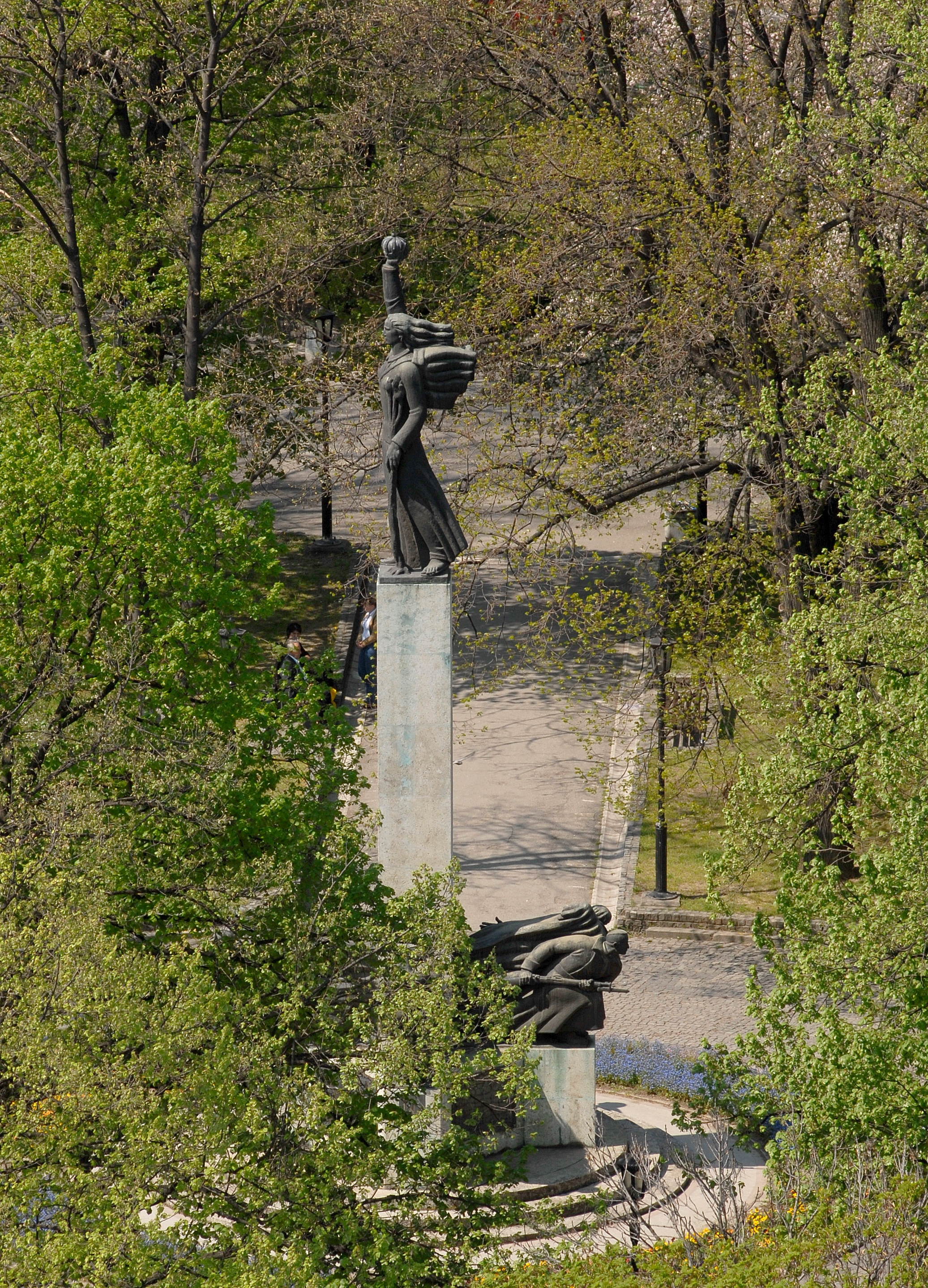
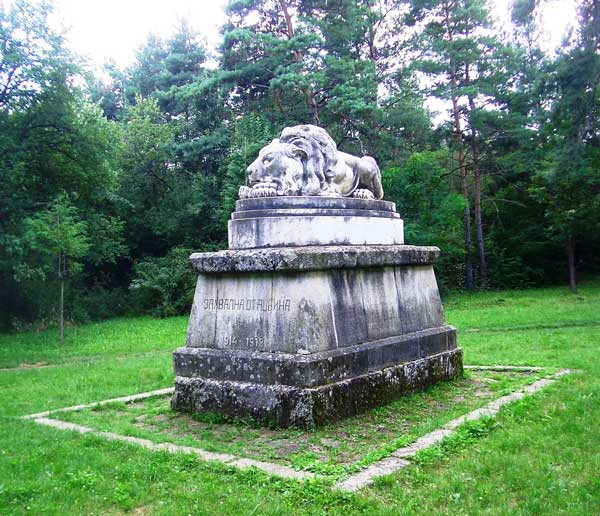
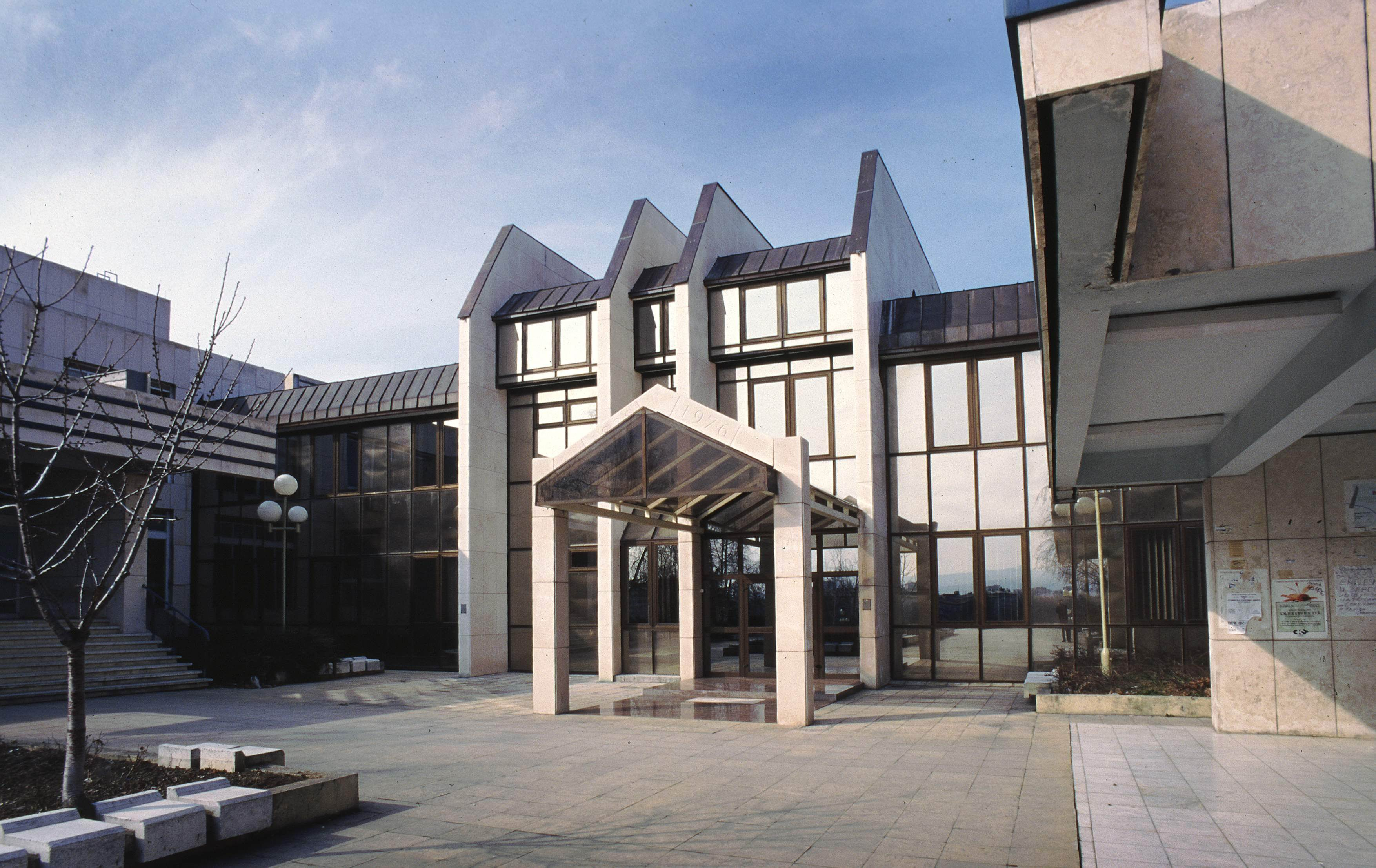
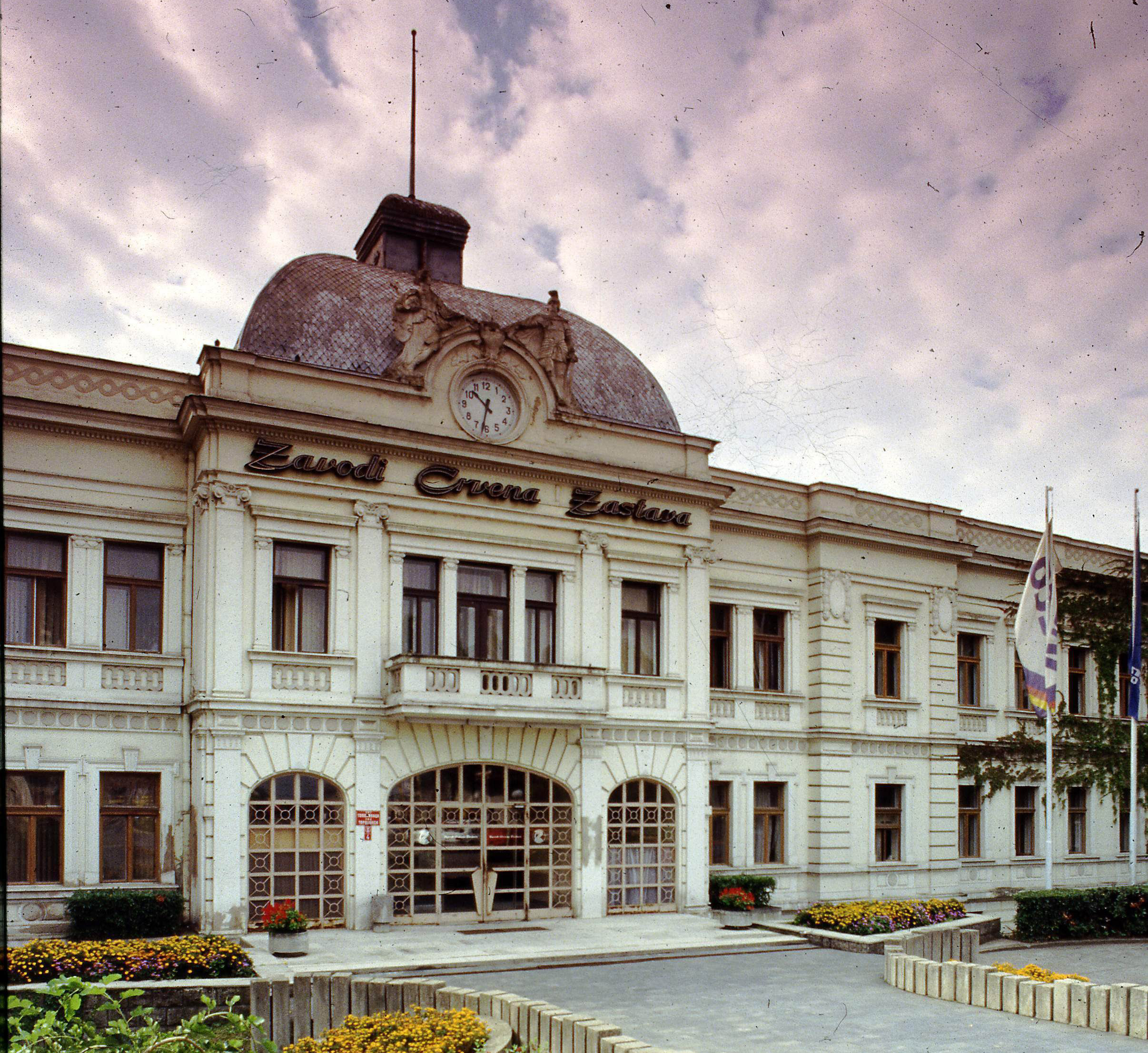

## جمعیت‌شناسی
گروه‌های نژادی که در کراگویِواتس می‌زیند (شامل همه شهرک‌ها):

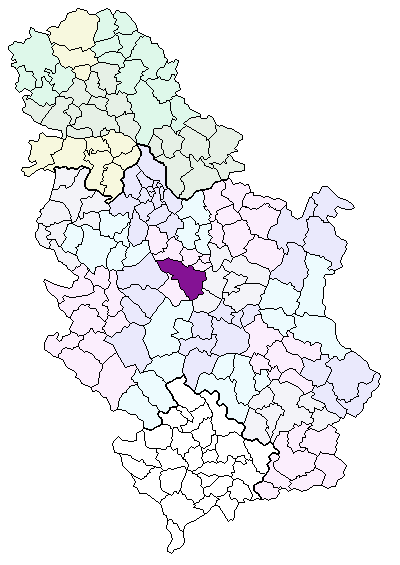

| گروه‌های نژادی در کراگویِواتس (سرشماری ۲۰۰۲) |         |  |  |  |  |  |  |  |  |
| گروه نژادی                                 | جمعیت   |  |  |  |  |  |  |  |  |
| صرب‌ها                                      | ۱۶۸٬۹۱۶ |  |  |  |  |  |  |  |  |
| مونته‌نگرویی‌ها                              | ۱٬۲۳۱   |  |  |  |  |  |  |  |  |
| کولی‌ها                                     | ۱٬۱۵۴   |  |  |  |  |  |  |  |  |
| یوگوسلاوها                                 | ۴۰۱     |  |  |  |  |  |  |  |  |
| مقدونیه‌ای‌ها                                | ۳۲۶     |  |  |  |  |  |  |  |  |
| کروات‌ها                                    | ۲۰۴     |  |  |  |  |  |  |  |  |
| اقوام مسلمان                               | ۱۵۱     |  |  |  |  |  |  |  |  |
| دیگران                                     | ۳٬۱۹۷   |  |  |  |  |  |  |  |  |
| جمع کل                                     | ۱۷۵٬۵۷۷ |  |  |  |  |  |  |  |  |
|                                            |         |  |  |  |  |  |  |  |  |